# لیو شیون
لیو شیون (انگلیسی: Liu Shiwen؛ زادهٔ ۱۲ آوریل ۱۹۹۱) یک تنیس‌باز اهل جمهوری خلق چین است.
از افتخارات وی می‌توان به کسب ۴ مدال طلا در مسابقات جهانی تنیس روی میز ۲۰۱۲، ۲۰۱۴، ۲۰۱۵ و ۲۰۱۶ اشاره کرد.وی در سال ۲۰۱۹با شکست دینگ نینگ در نیمه نهایی و سپس چن منگ در فینال قهرمان بخش انفرادی جهان شد.